# Schloss Landestrost
Schloss Landestrost ist eine Schlossanlage im Baustil der Weserrenaissance, die zwischen 1573 und 1584 in Neustadt am Rübenberge in Niedersachsen entstand. Gemeinsam mit der Stadt in ein Festungswerk integriert, entstand daraus eine für das 16. Jahrhundert typische Stadtfestung. Das Schloss war repräsentativer Wohn- und Verwaltungssitz ihres Erbauers Herzog Erich II. zu Braunschweig-Lüneburg. Während der Bauzeit ab 1574 nannte er die Stadt Neustadt in Landestrost um, was nach seinem Tode 1584 rückgängig gemacht wurde.

## Geschichte

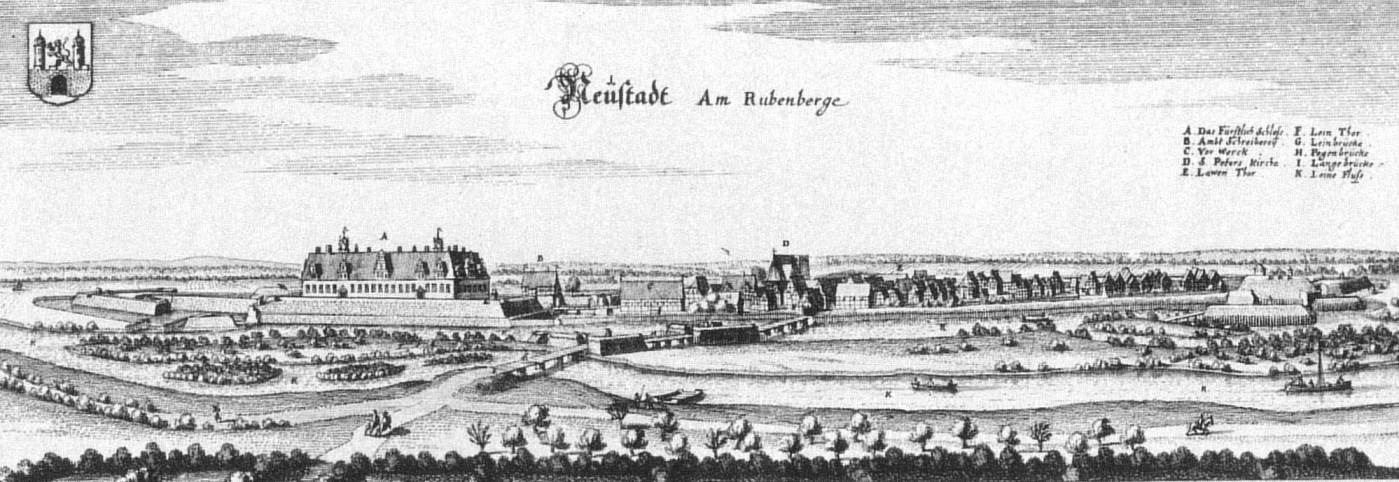
Merian-Kupferstich von Schloss und Stadt um 1650

Lageplan des Schlosses 1885 mit pfeilförmiger Südbastion

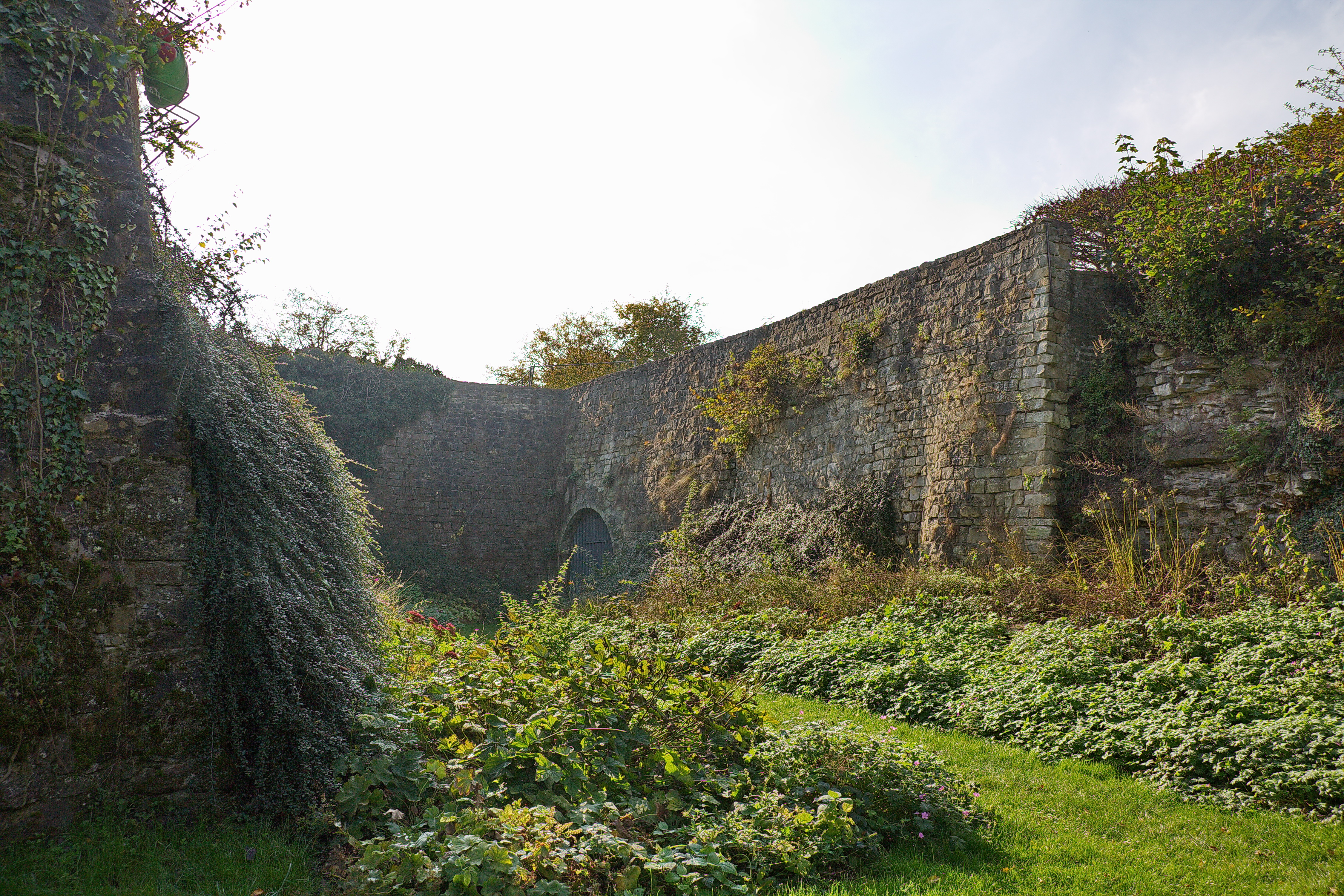
Festungsmauern

Das Schloss entstand in dem flachen Land auf einer natürlichen Erhebung, dem „Rouvenberg“, nahe der Leine. Die Erhöhung gab vermutlich dem Ort seinen späteren Namenszusatz „am Rübenberge“. Das Schloss wurde auf den Grundmauern einer 1320 erstmals erwähnten Burg errichtet, die 1443 als „castrum Rouvenberg“ bezeichnet wurde. Auf ihr wurde 1470 Erich I. geboren. Diese Burg vernichtete ein Brand 1563 größtenteils. Die 1573 begonnene Erbauung des späteren, befestigten Schlosses diente der Repräsentation der Macht seines Erbauers Herzog Erich II. im nördlichen Bereich seines Fürstentums. Sie hatte aber auch praktische Gründe, wie die Überwachung eines vorbeiführenden Handelsweges sowie der Leineschifffahrt. Auf dem Schloss weilte er selten, denn er zog als Söldnerführer auf Kriegszügen durch Europa und hatte seine Residenz bereits 1555 nach Hann. Münden verlegt. Für diesen Personenkreis war es üblich, das auf diese Weise gewonnene Vermögen in großzügige und repräsentative Bauten zu investieren. Am Bau waren zahlreiche ausländische Architekten und Handwerker beteiligt. Anhand von vorgefundenen Steinmetzzeichen am Bau wird vermutet, dass hier über 200 Steinmetze beschäftigt waren. Der Name Landestrost sollte ausdrücken, dass es sich um einen vertrauensvollen Ruhepunkt des Territoriums des Fürstentums Calenberg handelte.
Der Herzog starb jedoch 1584 in Italien noch vor Vollendung des Schlosses und hinterließ keine legitimen Erben. Sein Herrschaftsbereich wurde mit dem Fürstentum Braunschweig-Wolfenbüttel vereinigt. Herzog Julius als sein Neffe ließ die kostspieligen Bauarbeiten unvollendet abschließen. Während des Dreißigjährigen Krieges waren das Schloss wie auch die Stadt zwischen 1626 und 1635 von den Truppen Tillys besetzt. 1635 erfolgte die Befreiung durch Herzog Georg von Calenberg. Die Anlage blieb noch bis 1636 Residenz für die Herzöge von Lüneburg. Danach wurde sie Sitz des Amtmannes des Amtes Neustadt am Rübenberge. Er nutzte das alte Festungsplateau als Obst- und Gemüsegarten, daher heißt das Gelände noch heute „Amtsgarten“. Ein Lageplan des Schlosses von 1885 zeigt das alte Wegenetz und die Gartenaufteilung, was bei der heutigen Umgestaltung beibehalten wurde. Zukünftige Änderungen sind an ein gartendenkmalpflegerisches Konzept gebunden, das seit 2003 umgesetzt wird.
Nach 1885 war das Schloss der Sitz des Landkreises Neustadt am Rübenberge bzw. ab 1974 eine Außenstelle des Landkreises Hannover. 1923 wurde an der Stelle des Südflügels ein Gebäude für die Kreissparkasse errichtet, 1985 gegenüber dem Schloss ein modernes Verwaltungsgebäude. Seit 1997 ist das Schloss im Besitz der Stiftung Kulturregion.

## Baubeschreibung

Kasematteneingang in der inneren Festungsmauer

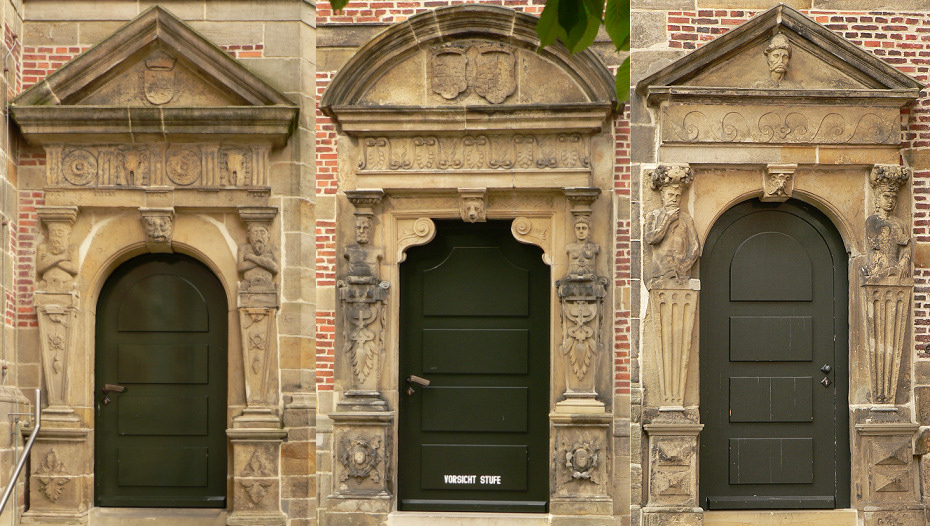
Kunstvoll ornamentierte Sandstein-Türportale im Innenhof

Nach dem Willen des Erbauers war ursprünglich der Bau einer vierflügeligen Schlossanlage vorgesehen. Tatsächlich wurden nur der Nord- und der Ostflügel neu errichtet. Der Südflügel war noch von der Vorgängerburg vorhanden. Bei einer Belagerung des Schlosses 1635 während des Dreißigjährigen Kriegs wurde er schwer beschädigt und stürzte im Folgejahr ein. Die beim Schlossbau verwendeten Bruchsteine stammten aus den etwa 25 km südlich gelegenen Anhöhen des Stemmer Berges und des Gehrdener Berges, der Sandstein aus dem Deister. Der Transport erfolgte durch Hand- und Spanndienste dienstverpflichteter Untertanen mit Pferdefuhrwerken. Teilweise wurde er per Schiff auf der Leine durchgeführt. Die roten Mauersteine des Schlosses kamen aus einer Ziegelei im etwa 8 km südlich gelegenen Wunstorf. Für die Wälle wurde Erdmaterial aus dem Umfeld der Baustelle verwendet.
Die Schlossanlage verfügt über Treppentürme, die dem Zugang zu den einzelnen Geschossen dienen. Die Fassade aus Ziegelmauerwerk ist im Stil der Renaissance gehalten. Sie wird durch Friese und Gesimsen aus Sandstein aufgelockert. Auffällig sind die reichlich verzierten Eingangsportale aus Sandstein. Die Keller des Schlosses bestehen aus Gewölben und sind mit den Kasematten der sich nach außen erstreckenden Festungsanlage verbunden.

### Renovierung und Ausgrabung
Im 20. Jahrhundert kam es zu grundlegenden Renovierungsarbeiten am Schloss. 1985 wurde der 1837 errichtete Dachstuhl neu gedeckt. Dabei entdeckte man starke Schäden in den Geschossdecken infolge von Holzwurmbefall. Es mussten nahezu sämtliche Einbauten aus den letzten 400 Jahren seit der Erbauung im Inneren entfernt werden, und partiell wurden neue Decken eingezogen. Bei der Renovierung wurden die Fundamente der Vorgängerburg unter dem Schloss entdeckt. Auch der Brunnen im Hof wurde wiedergefunden und restauriert. Die Kosten für die sechs Jahre anhaltenden Arbeiten beliefen sich auf 9 Millionen DM.
Im Jahr 2017 erfolgte auf dem Schlossgelände eine archäologische Untersuchung im westlichen Bereich nahe einem Gebäude aus den 1950er Jahren, in dem sich die Stadtbibliothek befindet. Die Ausgrabung betraf einen bis zu 5 Meter hohen Wall mit einer vermuteten frühneuzeitlichen Kasematte. Stattdessen stießen die Archäologen auf einen Burghügel, der sich anhand des Fundmaterials auf das 13. Jahrhundert datieren ließ. Sie sehen darin eine hochmittelalterliche Turmhügelburg vom Typ Motte, die später in die frühneuzeitliche Befestigung integriert wurde. Die Entdeckung korrespondiert mit einer Urkunde aus den Jahren 1221–1231, in der von einem burgähnlichen Haus der Grafen von Wölpe die Rede ist. Der Burghügel bestätigt die seit langem bestehende Vermutung, dass die Grafen von Wölpe nahe der von ihnen gegründeten Stadt Neustadt Anfang des 13. Jahrhunderts an der Stelle eine Burg besaßen, wahrscheinlich auch um den dortigen Leineübergang zu kontrollieren.

### Befestigung

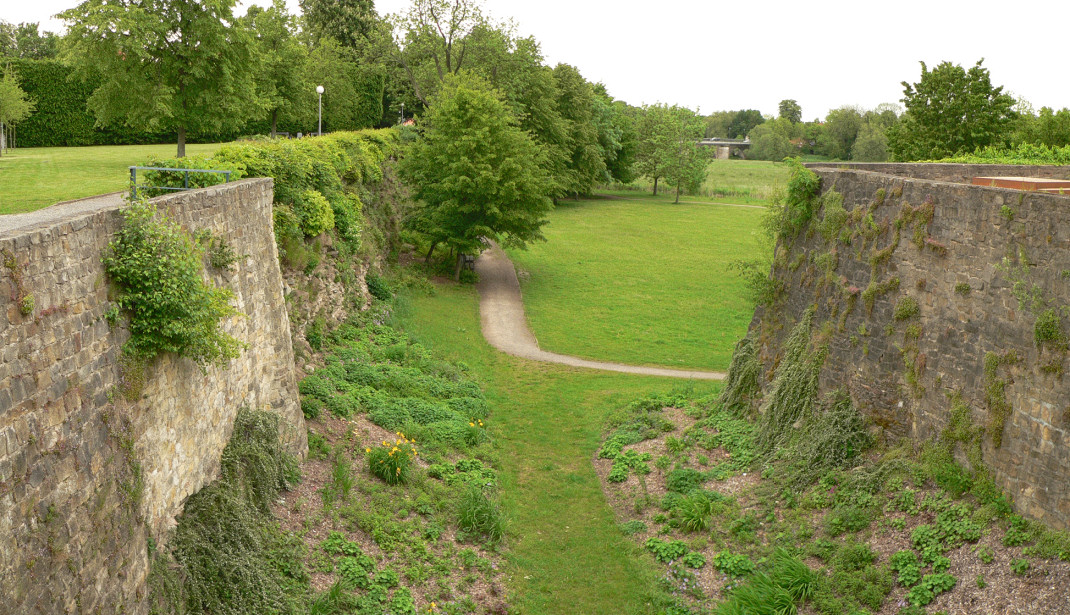
Festungsmauer und Südbastion (Ostseite; zur Leine hin)

Der Ausbau von Neustadt als Festung samt dem Schloss Landestrost bot sich wegen der topografischen Lage im flachen Gelände geradezu an. Die übrigen Herrschaftssitze Erichs II. im südlichen Niedersachsen waren dazu weniger geeignet, denn sie lagen in Tälern, und Feinde wären durch eine Beschießung von den Bergen im Vorteil gewesen. Im Sinne der damaligen Militärarchitektur waren der Ort Neustadt und Schloss Landestrost eine neuitalienische Bastionärsbefestigung im Fürstentum Calenberg. Sie war anderen Festungsanlagen oder -städten im deutschen Raum ebenbürtig, wie Wolfenbüttel, den Zitadellen Spandau und Jülich. Landestrost gehörte zu den schwerstbefestigten Anlagen ihrer Zeit im nordwestdeutschen Raum. Das Renaissanceschloss war in die Festung integriert worden.
Das als Zitadelle ausgebaute Schloss hatte eine Grundfläche von 2,5 ha. Schloss und Ort waren mit Befestigungsanlagen und spitzwinkligen Bastionen umgeben. Dazu wurden Wälle aus Erde errichtet und mit tiefen Wassergräben umgeben. Ort und Schloss mit einer Grundfläche von 10 ha waren umgeben von einem mauergestützten Wall von 1.800 m Länge. Die Mauern hatten eine Höhe von 9 m bei einer Stärke von 2,3 m. Der gesamte Wall hatte eine Breite von 37–42 m. Der Aufbau der gesamten Festung entsprach den Anforderungen, die die Entwicklung von Pulvergeschützen hervorgerufen hatte. Als Vorbild dienten Bastionärsbefestigungen in Italien und den Niederlanden. Herzog Erich II. machte sich Anlagen zum Vorbild, die er während seiner Söldnerdienste im spanisch-niederländischen Krieg in Antwerpen gesehen hatte. Mit dem Bau waren italienische Ingenieure beauftragt, die auch an anderen Orten wirkten. Heute sind im Bereich des Schlosses von der Festungsanlage nur noch die Südbastion sowie eine etwa 100 m lange Kasematte erhalten. Die Reste der Erichsbastion am Nordrand der Stadt wurden teilweise wieder ausgegraben.

### Legende vom eingemauerten Kind

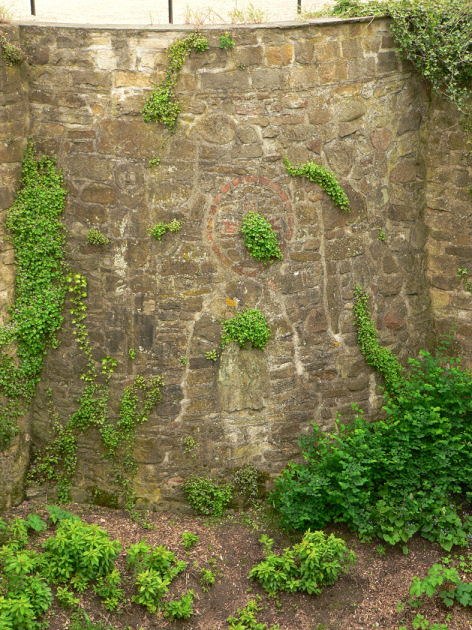
Relief des „eingemauerten Kindes“ in der Außenmauer der Südbastion, 2007

Zum Bau der Festungsmauern um 1580 gibt es eine Legende, wonach ein Kind lebendig eingemauert worden sein soll. Angeblich seien beim Bau der Südbastion die Mauern immer wieder eingefallen. Sie entstanden im sumpfigen Untergrund der nahe gelegenen Leine. Der Herzog als Erbauer drängte auf die Fertigstellung der Anlage, und als Lösung wurde eine Opferung angesehen. Dafür soll das Kind einer Zigeunerin gedient haben, das man seiner Mutter für wenige Taler abgekauft habe. Die Mutter soll sich später in den Festungsgraben gestürzt haben und ertrunken sein. In einer Außenmauer der Südbastion war das gemauerte Steinrelief eines Kindes zu sehen, das an die Geschichte erinnern sollte. Bei Renovierungsarbeiten 2009 wurden an der Stelle die Reste eines alten Treppenganges entdeckt. Nach Freilegung der Außenmauer stellte sich das angebliche Relief als Vollplastik einer Marienfigur heraus, die danach außerhalb der Wand angebracht worden ist.

## Heutige Nutzung
Eigentümer der Schlossanlage ist die Stiftung Kulturregion Hannover. In den Kellergewölben ist seit 1888 eine Sektkellerei (Duprès-Kollmeyer, früher Duprès) untergebracht, die mit Flaschengärung arbeitet. Sie ist die einzige Sektkellerei in Niedersachsen. 1958 entstand am Schloss ein Anbau für die damalige Kreisverwaltung, in dem sich bis zu dessen Abriss wegen mangelhafter Bausubstanz im Jahr 2019 die Stadtbibliothek und das Amtsgericht befanden. An gleicher Stelle wurde der Westflügel, nun mit geklinkerter Fassade, neu errichtet und im April 2021 fertiggestellt. Neben dem Amtsgericht ist nun die Volkshochschule Hannover Land Nutzer. Ein weiterer Nutzer der Schlossanlage ist das Archiv der Region Hannover, welches sich im Ostflügel befindet. Einige Schlossräume werden für Veranstaltungen vermietet. Ab 1973 wurde das Festungsplateau, das in früheren Jahrhunderten dem Amtmann als Gemüsegarten diente, in einen öffentlichen Park umgestaltet.

### Feste und Märkte

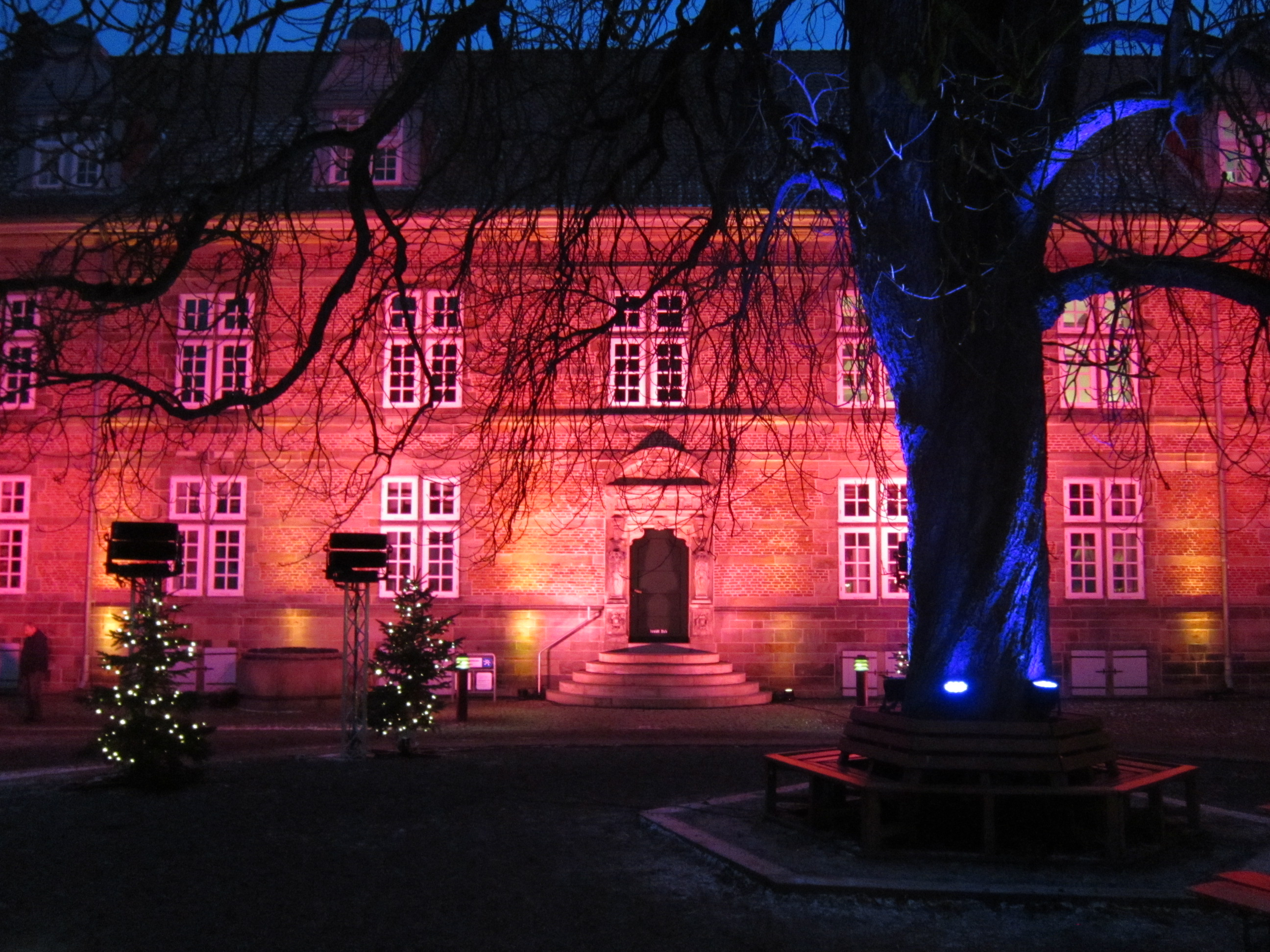
Illuminiertes Schloss während des „Schlossleuchtens“ im Dezember 2012

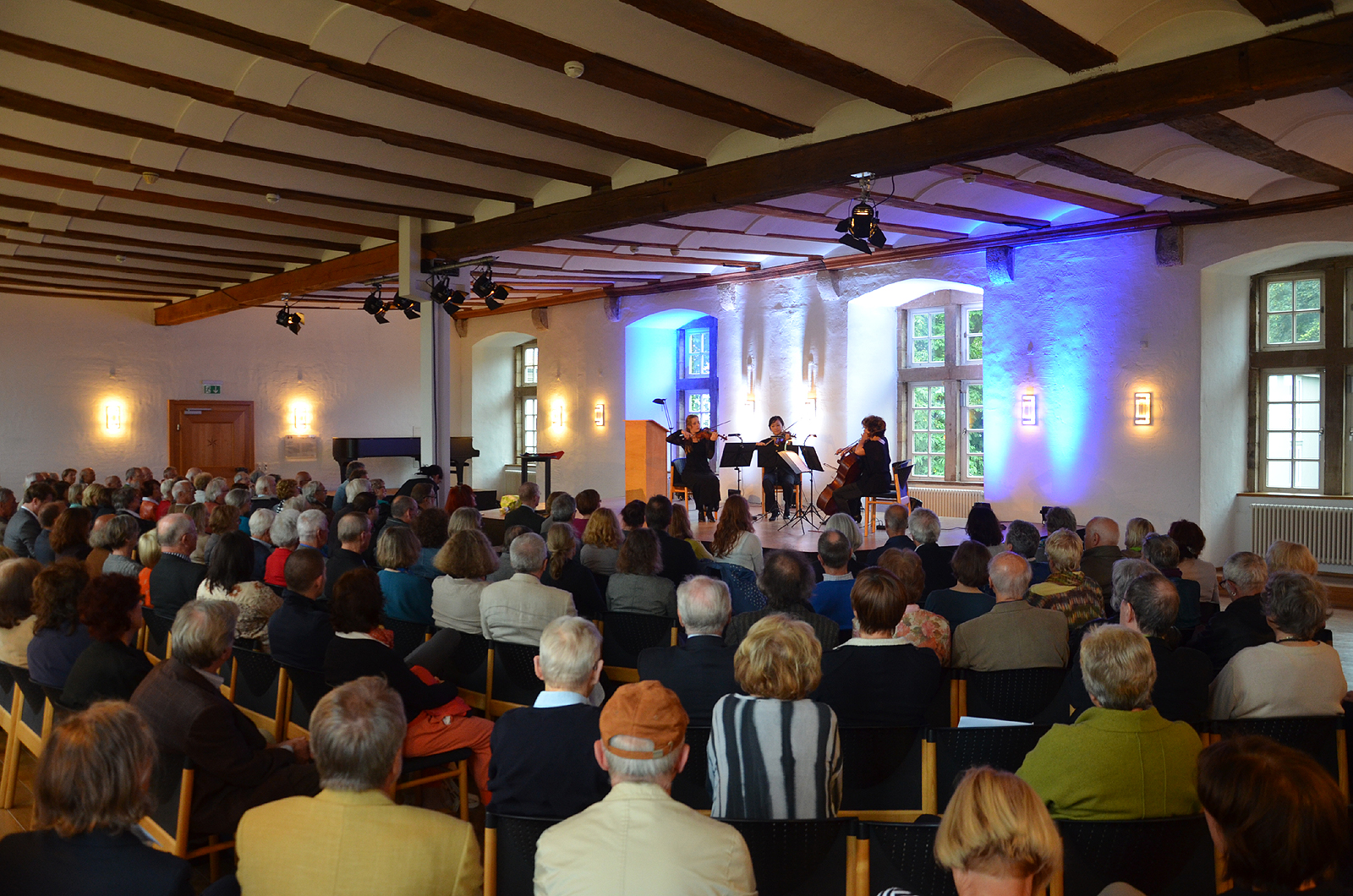
Musik zur Vernissage der Retrospektive von János Nádasdy;
im Juni 2014

Im Mai wird auf dem Gelände des Schlosses ein „Renaissancefest“ mit kostümierten Darstellern, renaissancebezogenen Veranstaltungen und einem Markt durchgeführt.
In der Adventszeit findet auf dem Schlosshof ein kleiner Markt im Rahmen der Aktion „Schlossleuchten“ statt. Bei dieser Gelegenheit wird die Eingangsseite des Schlosses künstlerisch illuminiert.

### Kunstausstellungen
Seit Jahrzehnten richtet der Kunstverein Neustadt am Rübenberge regelmäßig Kunstausstellungen in den historischen Räumen des Schlosses aus. Die Region Hannover ermöglicht ebenfalls bildenden Künstlern aus Niedersachsen, ihre Werke vorzustellen. So sind unter anderem der Grafiker und Aktionskünstler János Nádasdy, der Bildhauer Wolf Glossner und Barbara Lütjen, die sich mit der Bearbeitung von selbstgeschöpften Papieren befasst und daraus Objekte gestaltet, zu Einzelausstellungen eingeladen worden (Dialoge 4). Die Teilnehmer der „Atelierspaziergänge“ in Hannover und der Region erhielten hier jährlich Gelegenheit, ihre Bilder und Skulpturen interessierten Besuchern zu zeigen. Im Jahr 2016 fand dazu eine Gruppenausstellung mit dem Titel „Wildheit/Zähmung“ statt, 2017 lautete das Ausstellungsthema „Vom Wesen des Glücks“. Designer und Kunsthandwerker stellen hier ebenfalls regelmäßig ihre Exponate aus.
In der weitläufigen Parkanlage des Schlosses befindet sich eine Stahlskulptur des Bildhauers Hannes Meinhard.

### Torfmuseum
Im Schloss gab es ein Torfmuseum, dass die Moorlandschaften westlich von Neustadt am Steinhuder Meer mit ihrem großflächigen Torfabbau dokumentierte. Das Museum gliederte sich in mehrere Bereiche, z. B. Entstehung von Moor und Torf, menschliche Nutzung des Rohstoffes Torf als Existenzgrundlage der Moorsiedler, Moorkultivierung sowie heutiger Schutz der Moore.